# Best of The Beach Boys Vol. 3
A Best of The Beach Boys Vol. 3 a Beach Boys válogatásalbuma ami az 1967 nyarán megjelent Best of the Beach Boys Vol. 2 folytatása, és amit a Capitol azért adott ki, hogy kompenzálja a Friends gyenge eladásából származó hiányt. Ez volt a Best of the... sorozat harmadik, egyben utolsó lemeze.
Az albumon a zenekar legkülönbözőbb korszakaiból találhatunk dalokat. Felkerült a lemezre a zenekar legelső száma a Surfin', valamint a debütáló nagylemezükről a 409 is. Emellett megtalálhatunk még néhány dalt a Pet Sounds előtti korszakból, ám azokat már Brian érettebb dalai közé sorolhatjuk. Érthetetlen módon felkerült rá a The Beach Boys' Christmas Album-ról a "Frosty the Snowman" című Steve Nelson és Jack Rollins szerzemény is, ami rejtélyes, hogy miért választottak ki a lemezre, és egyértelműen nem illik a többi dal közé.
Mindemellett túlsúlyban inkább a felnőtteb dalok vannak, különösen a Pet Sounds és az utána lévő időkből. Felkerült a lemezre az innovatív "The Little Girl I Once Knew", ami először debütált nagylemezen, a Pet Sounds egyik gyöngyszeme a "God Only Knows" valamint a mindent elsöprő, a Beach Boys talán legnagyszerűbb száma a "Good Vibrations" zárja a lemezt.
Elődeihez képest jócskán alulmúlta őket, és az Amerikai albumlista 153. helyéig jutott, viszont Angliában (más dalsorrenddel) a 9. helyig jutott.
A Best of The Beach Boys Vol. 3 már régóta nincsen forgalomban, helyét jóval átfogóbb válogatáslemezek vették át.

## Számlista

### Amerikai kiadás
Minden dal Brian Wilson/Mike Love szerzemény, kivéve ahol jelölve van.
A-oldal
1. "God Only Knows" (Brian Wilson/Tony Asher) – 2:49
2. "Dance, Dance, Dance" (Brian Wilson/Carl Wilson/Mike Love) – 1:59
3. "409" (Brian Wilson/Mike Love/Gary Usher) – 1:59
4. "The Little Girl I Once Knew" (Brian Wilson) – 2:36
5. "Frosty the Snowman" (Steve Nelson/Jack Rollins) – 1:54
6. "Girl Don't Tell Me" – 2:19

B-oldal
1. "Surfin'" – 2:11
2. "Heroes and Villains" (Brian Wilson/Van Dyke Parks) – 3:37
3. "She Knows Me Too Well" – 2:27
4. "Darlin'" – 2:12
5. "Good Vibrations" – 3:36

A Best of The Beach Boys Vol. 3 (US) Capitol DKAO2945 153. helyig jutott, és 6 hetet töltött a listán.

### Angliai kiadás
Minden dal Brian Wilson/Mike Love szerzemény, kivéve ahol jelölve van.
1. "409" (Brian Wilson/Mike Love/Gary Usher) – 1:58
2. "The Lonely Sea" (Brian Wilson/Gary Usher) – 2:23
3. "Catch a Wave" – 2:08
4. "The Warmth of the Sun" – 2:52
5. "Long Tall Texan" (Henry Strzelecki) – 2:27
6. "Please Let Me Wonder" – 2:44
7. "Let Him Run Wild" – 2:21
8. "I Know There's an Answer"	(Brian Wilson, Terry Sachen, Mike Love – 3:08
9. "Heroes and Villains" (Brian Wilson, Van Dyke Parks) – 3:36
10. "Wild Honey" – 2:36
11. "Darlin'" – 2:11
12. "Country Air" – 2:19
13. "Friends" (Brian Wilson, Carl Wilson, Dennis Wilson, Alan Jardine) – 2:32
14. "Do It Again" – 2:18

A Best of The Beach Boys Vol. 3 (UK) Capitol ST21142 8. helyig jutott, és 12 hetet töltött a listán.